# Ситроен Ами
„Ситроен Ами“ (Citroën Ami) е модел електрически миниавтомобили (сегмент A) на френската марка „Ситроен“, произвеждан от 2020 година в Кенитра.
Моделът наследява разработения от „Мицубиши“ „Ситроен C-Зеро“ и се продава също под марките „Опел Рокс-е“ и „Фиат Тополино“. Представлява двуместно купе с две врати, които, за да се постигне симетрия на конструкцията, се отварят в противоположни посоки. Той има ограничена мощност, скорост и обхват без презареждане, но се предлага на необичайно ниска цена за европейския пазар.